# TEAM
TEAM – gra komputerowa, zręcznościowo-managerski symulator rozgrywek piłki nożnej. Stworzona przez Impact Software i wydana tylko na komputery Atari STE w 1995 roku. Rok później ukazała się nieznacznie ulepszona wersja Team - New Season Edition z nowymi danymi z Premiership na sezon 95/96..

## Opis
Gra wykorzystuje rozszerzone możliwości serii STE, ekran gry powiększony jest o powierzchnie ramek. Jest to klon Sensible Soccera.